# Evgenika
Evgenika je družbena filozofija, ki zagovarja izboljševanje človeških dednih lastnosti z različnimi oblikami posegov. Je veja humane genetike, ki se ukvarja s preprečevanjem in zdravljenjem genetskih bolezni. Skozi zgodovino so njeni zagovorniki poudarjali evgeniko kot družbeno odgovornost, ki naj zagotovi bolj zdravo in inteligentno prebivalstvo, prihrani vire in zmanjša človeško trpljenje. Starejši predlogi, kako naj bi zagotovili te cilje, so obsegali predvsem selektivno razmnoževanje, medtem ko se novejši osredotočajo na predporodne preiskave, svetovanje, nadzor rojstev, umetno oplojevanje in gensko inženirstvo. Nasprotniki trdijo, da je evgenika nemoralna ter, da temelji na, oziroma da je, psevdoznanost. V preteklosti je bila evgenika zlorabljena kot opravičilo za diskriminacijo in kršitve človekovih pravic kot so prisilne sterilizacije ljudi, ki naj bi imeli genske napake, v nekaterih primerih pa celo genocid ras, ki so bile videne kot manjvredne ali nezaželene. Bistvo evgenike je, da prenaša spoznanja o dedovanju (raziskana na živalih in rastlinah) na človeško populacijo. Pozitivnim - dobrim genom naj bi dopuščali oziroma jim omogočali večje širjenje, dednim genskim napakam pa naj bi širjenje omejili ali ga celo preprečili.

## Izvor in pomen pojma evgenika
Ime izvira iz grških besed eu (dobro) in končnice -genēs (rojstvo), torej bi bil dobeseden prevod te besede dobro rojen. Pojem je prvi uporabil leta 1883 Sir Francis Galton. K raziskovanju ga je spodbudilo Darwinovo delo O izvoru vrst, ki razlaga evolucijo v živalskem svetu in teorijo naravnega izbora. Galton se je nato lotil načrtovanja družbenih in genetskih reform, ki naj bi obogatile genetski sklad takratnega prebivalstva. Sčasoma je pojem evgenika začel označevati tako imenovano načrtno evolucijo ljudi. Nekaj desetletij kasneje je Charles Davenport evgeniko označil kot znanost o izboljšanju človeške rase s pomočjo boljšega vzgajanja oziroma reje.

## Veje evgenike

### Pozitivna evgenika
Pojem »pozitivna« oziroma »dobra evgenika« se nanaša na prijeme, ki spodbujajo posameznike z »dobrimi geni« k imetju potomcev. V preteklosti so take pare nagradili z denarjem in z drugimi privilegiji. Danes se izboljševanje človeških dednih lastnosti dosega na drugačen način: s pomočjo genskega inženirstva, umetnega oplojevanja, pregledov pred in med nosečnostjo, svetovanja in kontrole rojstev.

### Negativna evgenika
Cilj »negativne« oziroma »slabe evgenike« je znižanje plodnosti ljudi, ki so genetsko »slabši« - imajo kakšno genetsko napako ali dedno lastnost, ki jo družba obravnava kot slabo. Sredstvi za to sta bili včasih prisilna sterilizacija in celo pobijanje ljudi, ki so prenašalci dednih bolezni. Danes bi mednje uvrstili načrtovanje družine ter splav.

## Zgodovina evgenike

### Predgaltonske filozofije evgenike
Evgenika je v človeški družbi prisotna že od prvih civilizacij naprej. Že v antični Grčiji je idejo o izboljšanju človeka predstaviil Platon. Verjel je, da bi razmnoževanje človeka morala spremljati in nadzorovati država. Razmnoževali naj bi se le ljudje z dobrimi lastnostmi, oziroma s tako imenovano zlato dušo. S tem bi se človeška družba znebila lastnosti, ki človeku ne koristijo ali mu celo škodijo. Prvi so te ideje začeli uresničevati Špartanci. Novorojenčke, ki so bili bolni ali s strani mestnih starešin spoznani kot nesposobni življenja, so pobili in s tem omogočili, da preživijo le najmočnejši in državi zagotovili manj socialnih problemov.
Tudi v Rimski državi so izvajali detomor. Deformirane otroke so morali po zakonu ubiti, največkrat kar starši sami. Prav tako so imeli starši pravico otroka ubiti, če se jim je zdelo, da ni sposoben življenja. Največkrat so novorojenčke utopili v reki.

### Galtonova teorija
Sir Francis Galton je leta 1883 v svoji knjigi Inquiries into human faculty and its development prvič predstavil pojem evgenika. Bil je Darwinov bratranec, zato je bil dobro seznanjen z njegovo teorijo o naravnem izboru, kar je močno vplivalo na razvoj Galtonove evgenike. Dve desetletji kasneje je evgeniko definiral kot »znanost, ki se ukvarja z vsemi vplivi, ki izboljšujejo prirojene lastnosti rase«. Galtonov pristop k evgeniki je kasneje postal znan kot pozitivna evgenika, saj je genetsko boljše posameznike spodbujal, da bi imeli več otrok in s tem širili med populacijo »dobre« gene. Pri tem ni oviral slabših posameznikov in jim ni preprečeval rojevanja otrok.

### Združene države Amerike
V ZDA se je pojavila in razvijala predvsem negativna evgenika, saj so znanstveniki preizkušali najrazličnejše metode, kako ljudem s »slabimi lastnostmi« in genetskimi napakami preprečiti rojevanje otrok. Cilj ameriških genetikov je bil znebiti se vseh »slabih genov«, saj so verjeli, da bodo nato obstajali in živeli le še inteligentni, zdravi in močni ljudje. Evgenika se je v ZDA pojavila na začetku 20. stoletja in se hitro uveljavila kot družbeno, politično in znanstveno gibanje. Tak uspeh je doživela zaradi strahu prebivalstva, da postaja genski sklad Američanov vse bolj obremenjen s »slabimi geni«, saj naj bi se ljudje z »genetskimi napakami« (kriminalci, duševno bolni, spolni izprijenci, epileptiki in vsi, ki niso bele rase) razmnoževali hitreje kot normalni ljudje. To naj bi bilo za družbo uničujoče.
Charles Davenport je leta 1910 v Cold Spring Harborju ustanovil evgenični arhiv (Eugenics Record Office), katerega naloga je bila zbrati osnovne informacije o genetiki različnih lastnosti (predvsem tistih, ki so se jih želeli znebiti). Mendlove zakone dedovanja je prenesel na ljudi in raziskoval, kako se dedujejo različne lastnosti, od barve las in oči do barve kože. Kmalu je začel raziskovati tudi lastnosti, kot so glasbena nadarjenost, inteligenca, mehanske in izumiteljske lastnosti idr., torej lastnosti, ki so po danes uveljavljenem mnenju bolj odvisne od vplivov okolja kot od genotipa, pri čemer pa zakoni Mendlove genetike odpovejo. Kljub vsemu je njegova razlaga dedovanja značajskih lastnosti obveljala in imela katastrofalne posledice. Začeli so se pojavljati zakoni, ki so dovoljevali sterilizacijo v zaporih in umobolnicah.
Prvi zakon o obvezni sterilizaciji potrjenih zločincev, idiotov, posiljevalcev in imbecilov so leta 1907 sprejeli v zvezni državi Indiana, nato so sledile še druge. Do časa po drugi svetovni vojni so v ZDA prisilno sterilizirali na tisoče ljudi. Uvedli so tudi zakone, ki so določali, da državne oblasti odločajo in določajo, kdo se sme med seboj poročati in imeti otroke. Vsi priseljenci so morali opravljati preizkuse inteligenčnega količnika in na podlagi rezultatov jim je bilo dovoljeno ali pa prepovedano ostati v državi. Evgenika je bila vodilna veja genetike v ZDA več kot pol stoletja. Uporabljali so jo kot opravičilo za mnoge zločine proti ljudem. Po drugi svetovni vojni so jo spoznali za zgrešeno, vendar je zadnja zvezna država, Oregon, preklicala zakon o obvezni sterilizaciji šele leta 1983.

### Nacistična Nemčija
V Nemčiji se je razvijala predvsem negativna evgenika, a za razliko od ZDA so tu pospešeno izvajali tudi prijeme pozitivne evgenike, saj so močno spodbujali »prave« ljudi naj imajo čim več otrok. Pravi ljudje so bili seveda le arijci.
Uvedli so obvezno sterilizacijo vseh genetsko nezdravih ljudi kot zakon o preprečevanju potomcev z dednimi napakami, ki je prizadel na sto tisoče ljudi, ki so bili kakorkoli mentalno ali fizično neuporabni. Hitler je leta 1939 uvedel evtanazijo. Najprej so se znebili vseh duševno bolnih ljudi, ki naj bi bili nevredni življenja. Uvedli so plinske celice, najenostavnejši način za množično ubijanje. Oznaka nevredni življenja se je razširila na cele narode in v koncentracijskih ter uničevalnih taboriščih je bilo med vojno ubitih na milijone ljudi - judov, romov, homoseksualcev in drugih ne-arijcev. V taboriščih so izvajali tudi genetske raziskave. Testirali so dvojčke, zbirali različne dele telesa, ki so jih shranili v Berlinskem evgeničnem inštitutu, živim ljudem so vbrizgali različne snovi ter primerjali odzive nanje in podobno. Poskusi so bili brutalni in nemoralni. Po koncu druge svetovne vojne je evgenika doživela svoj padec tudi v Nemčiji, a je za seboj pustila katastrofalne posledice, ki še danes predstavljajo evgeniko kot temno obdobje v zgodovini genetike.

## Evgenika danes
Dandanes se da s testiranjem staršev pred nosečnostjo ugotoviti, ali prenašajo katerega od genov za dedne bolezni. Poleg tega je možno med nosečnostjo ugotoviti, ali je otrok podedoval gen z boleznijo, ter prekiniti nosečnost. Čeprav je bilo na začetku mišljeno, da bi nosečnost prekinili samo pri hudih boleznih, se to dogaja vse pogosteje, saj je zdravstveno zavarovanje za hudo bolne otroke v nekaterih državah drago in si ga marsikateri starši ne morejo privoščiti. Kmalu bo napredek znanosti omogočil, da si bodo starši lahko izbrali otroka povsem po svoji izbiri, t. i. dizajnerski otroci.
V ZDA so leta 1980 ustanovili t. i. Semensko banko genijev (Genius sperm bank), v katero so svoje seme darovali geniji (med najbolj znanimi sta Nobelova nagrajenca William Shockley in James D. Watson). Ženske, ki bi se tu lahko umetno oplodile, so morale biti dobro situirane, njihov partner je moral biti neploden, poleg tega pa sta morala biti oba s partnerjem visoko izobražena. Rodilo se je 230 takšnih otrok. Banka je delovala do leta 1999, ko so jo zaradi kritik zaprli.
Na Cipru testirajo še nerojene otroke, da bi ugotovili, ali imajo gen za dedno bolezen talasemijo, ki je bila prej na otoku zelo razširjena. Če je test pozitiven, opravijo splav. V nekaterih zveznih državah ZDA so obvezni krvni testi obeh partnerjev pred poroko, s katerimi preverijo, ali prenašata bolezen, ki bi se lahko prenesla na otroka. V Izraelu staršem in nerojenim otrokom brezplačno opravijo genske teste, ter se tako borijo proti desetim dednim boleznim, ki so med Judi zelo pogoste (Tay-Sachsova bolezen, cistična fibroza, Bloomov sindrom idr.). Starši se lahko sami odločijo, ali bodo nosečnost prekinili ali ne. Tudi pri dogovorjenih porokah uporabljajo takšne teste; če ugotovijo, da sta moški in ženska oba prenašalca gena za Tay-Sachsovo bolezen, jima najdejo druga partnerja.